# Dermolepida uniforme
Dermolepida uniforme är en skalbaggsart som beskrevs av Leon Fairmaire 1879. Dermolepida uniforme ingår i släktet Dermolepida och familjen Melolonthidae. Inga underarter finns listade i Catalogue of Life.